# Shigeaki Saegusa
Shigeaki Saegusa (三枝 成彰, Saegusa Shigeaki), né le 8 juillet 1942, est un compositeur japonais.
Il est surtout connu pour son opéra, Chushingura, inspiré du célèbre kabuki Les Quarante-Sept Ronin avec un livret signé du romancier Masahiko Shimada. Il a également composé des musiques de film et des musiques d'anime, en particulier Mobile Suit Zeta Gundam et Mobile Suit Gundam : Char contre-attaque.

## Compositions

### Œuvres pour orchestre
- 1983 : Symphonie « The Symphony »
- 1985 : Symphonic Suite from Zeta Gundam
- 1989 : Summer - 2e partie 2 de la suite symphonique Tokyo (composition conjointe avec Yūzō Toyama, Maki Ishii et Yasushi Akutagawa
- 1991 : Concerto « la Légende de la neige » - épitaphe pour Sibelius, pour violon et orchestre
- 1993 : Shamisen concerto « 1er décembre 1993 », pour shamisen et orchestre
- 1993 : Concerto « Elegy for a King », pour violoncelle et orchestre
- 1994 : Concerto « Look! Mount Fuji in the west wind », pour piano, chœur mixte et orchestre
- 2003 : Taiko-kyosokyoku (About taiko), concert pour taikotrom (ancien tambour japonais) et orchestre
- 2004 : Concerto, pour trompette et orchestre
- 2008 : Concerto « Philosophy of squids », pour piano et orchestre - dédié au Dr Ichiro Hatano
- Orchestra '89 : 1945-86-815 Hiroshima

### Œuvres pour orchestre d'harmonie
- Ouverture "Five Rings" - Œuvre de commande pour l'édition 1985 du concours All Band Japan (en)

### Musique de scène

#### Opéras
| achevé en | titre                                                       | actes             | première | livret                                                             |
| --------- | ----------------------------------------------------------- | ----------------- | --- | ------------------------------------------------------------------ |
| 1978      | Dragon Love Music                                           |                   | |                                                                    |
| 1987-1997 | Chushingura                                                 | 3 représentations | 14 mai 1997 au Bunka Kaikan de Tokyo                                                                                  | Masahiko Shimada, d'après l'épopée kabuki des 47 rōnin/Chushingura |
| 1991/1993 | Sen no kioku no monogatari (The Story of Thousand Memories) |                   | 1993 |                                                                    |
| 2001      | Yamato Takeru                                               |                   | |                                                                    |
| 2004      | Jr. Butterfly                                               | 3 représentations | 6 avril 2004, au Bunka Kaikan de Tokyo; 3 août 2006, Grande Teatro all'aperto di Massaciuccoli Torre del Lago Puccini | Masahiko Shimada                                                   |
| 2008      | Grief (tristesse)                                           |                   | |                                                                    |
| 2013      | Het commando Kamikaze                                       |                   | 2 février 2013, au Bunka Kaikan de Tokyo                                                                              |                                                                    |

### Musique vocale

#### Oratorio
- 1987 : Yamato Takeru, oratorio

#### Cantates
- 2000 : "Tengai" - the prayer of a free person, cantate pour soprano garçon, chœur et orchestre - texte de Masahiko Shimada

#### Œuvres pour chœur
- 1981 : Beautiful river by asking, suite pour chœur mixte (ou d'hommes) - texte d'Eisaku Yoneda
- 1981 : Radiation missa, pour solistes et chœur mixte
- 1986 : Beautiful Towa by river, suite pour chœur mixte
- 1998 : Requiem, pour chœur mixte (ou chœur d'hommes) - texte d'Ayako Sono
- 1999 : Chikuma gawa sanka, pour chœur de femmes (SSAA) (ou chœur d'enfants) et piano - texte de Kyōko Yanagisawa
  1. Mizu no sei Chikuma no tanjō
  2. Yōkoso otaru
  3. Hi fumi buchi
  4. Kawa no ikari
  5. Yuki hada muden
  6. Chikuma yūjō
  7. Epilogue Chikuma memorī
- 2005 Inochi no furue, pour chœur mixte - texte de Jōji Sakaguchi
  1. Kakurenbo
  2. Kageri
  3. Mizu tamari
  4. Pokān
  5. Iro no nagare
  6. Inochi no furue
- 2010 : The last message, pour chœur d'hommes et orchestre - texte de Hans Walter Bähr Die Stimme des Menschen, traduction en japonais de Kenji Takahashi
- Also, tomorrow, pour chœur mixte

#### Lieder
- 1970 : Madrigal, pour six sopranos

### Musique de chambre
- 1963 Quintette à vent
- 1965 Novelette, pour quatuor à cordes
- 1973 N=1 Vn (Pn)a Po à Aki Takahashi (théorème de Baire), pour 2 pianos, orgue combo, piano électrique, voix et électronique[2]
- 1977 : Memori, pour récitant et quatuor à cordes
- 1994 : Nostalgie - Nakitaidake Naitegoran, pour 12 violoncelles
- 1999 : The Blue Angel, pour flûte traversière et piano
- Ragtime, pour 12 violoncelles

### Œuvres pour piano
- 1983 : Bruce Bulldog
- Dread-locks guy, pour piano à quatre mains
- Eurobeat dance, pour piano à quatre mains
- Habana in yearning
- Japanese elegy
- Latin dance, pour piano à quatre mains
- Rainy day's blues
- Rock'n express, pour piano à quatre mains
- Salvador bossa
- Savanna samba
- Spanish afternoon, pour piano à quatre mains
- Stylish Charleston
- Tango red, pour piano à quatre mains
- The sky on west-coast
- Twilight fusion, pour piano à quatre mains
- Up-down rag
- With jazz feel

### Pièces pour instruments japonais traditionnels
- Duo '87, pour shamisen et koto
- La-la-la-la-la, pour shamisen

### Bandes originales de film et de dessins-animés
- 1980 : Dōran (動乱?)
- 1980 : Astro le petit robot
- 1981 : Ninja-man Ippei
- 1983 : The Catch (魚影の群れ, Gyoei no mure?)
- 1984 : Typhoon Club
- 1985 : Mobile Suit Zeta Gundam
- 1986 : Mobile Suit Gundam ZZ
- 1986 : Amon saga
- 1987 : La Femme lumineuse (光る女, Hikaru onna?) de Shinji Sōmai
- 1987 : 24No Hitomi (24 Yeux)
- 1988 : Mobile Suit Gundam : Char contre-attaque
- 1993 : Déménagement (お引越し, Ohikkoshi?)
- 1993 : MOTHER: Saigo no Shōjo Eve
- 1993 : Elfaria (jeu vidéo sur Super Nintendo)
- 1995 : Papadoll au royaume des chats
- 1996 : Airs Adventure (jeu vidéo sur Sega Saturn)
- 1998 : Yushun Oracion
- 1998 : Papadoll au pays des chats = (Catnapped!)
- 2005 : Mobile Suit Zeta Gundam - A New Translation

## Publications
- Rencontre avec Hori Kōichi: 特攻とは何だったのか : 日本人として忘れてはいけないこと / Tokkō towa nandatta noka : nihonjin to shite wasuretewa ikenai koto, PHP研究所, Tōkyō : PHP Kenkyūjo, 2009. 259 p.,  (ISBN 978-4-569-70811-9)
- 大作曲家たちの履歴書 : 下 / Daisakkyokukatachi no rirekisho : 2, 中央公論新社, Tōkyō : Chūō Kōron Shinsha, 2009. 357 p.,  (ISBN 978-4-122-05241-3)
- 三枝成彰オペラに討ち入る / Saegusa shigeaki opera ni uchiiru, ワック, Tōkyō : Wakku, 1999. 223 p.,  (ISBN 978-4-898-31010-6)
- 大作曲家たちの履歴書 / Daisakkyokukatachi no rirekisho, 中央公論社, Tōkyō : Chūō Kōronsha, 1997. 565 p.,  (ISBN 978-4-120-02690-4)
- モーツァルト : 神のメロディーをかなでた音楽家 / Mōtsaruto : kami no merodī o kanadeta ongakuka, 小学館, Tōkyō : Shōgakukan, 1996. 159 p.,  (ISBN 978-4-092-70004-8)
- 人間グラフィティ三枝成彰対談集 / Ningen gurafiti Saegusa Shigeaki taidanshū (Human Graffiti - Talks with Saegusa), 潮出版社, Tōkyō : Ushio Shuppansha, 1989. 305 p.,  (ISBN 978-4-267-01229-7)
- Rencontre avec Hotta Masami. 三枝成彰のオペラの楽しみ方 : 初めて観てみようと思う時に / Saegusa shigeaki no opera no tanoshimikata, 講談社, 127 p.,  (ISBN 978-4-061-98087-7)
- 知ったかぶり音楽論 / Shittakaburi ongakuron (Know-it-all: Muziektheorie), 朝日新聞社, 269 p.,  (ISBN 978-4-022-56633-1)
- 譜面書きの遠吠え / Fumenkaki no tooboe, 広済堂出版, 229 p.,  (ISBN 978-4-331-50515-1)

## Source de la traduction
- (nl) Cet article est partiellement ou en totalité issu de l’article de Wikipédia en néerlandais intitulé « Shigeaki Saegusa » (voir la liste des auteurs).